# Daniele Portanova
Daniele Portanova (* 17. Dezember 1978 in Rom) ist ein ehemaliger italienischer Fußballspieler.

## Karriere
Daniele Portanova begann seine Karriere in der Jugend der US Fermana. In der Spielzeit 1997/98 debütierte er bei Fermana in der Serie C1. In der darauffolgenden Saison kaufte ihn der damalige Serie-B-Verein CFC Genua. Bei den Genuesern erhielt er sechs Einsätze in der Liga. Daraufhin wurde er zur AS Cosenza Calcio verliehen und kurz darauf, nachdem er bei Cosenza keine einzige Partie absolviert hatte, an den US Avellino. Auch bei Avellino konnte er sich nicht aufdrängen und kehrte 2000 nach Genua zurück.
Kurz darauf erwarb ihn der sizilianische Verein FC Messina, wo er sich schon in seiner ersten Saison einen Stammplatz sichern konnte und den Aufstieg in die Serie B schaffte. Nach drei Jahren bei den Sizilianern transferierte er im Sommer 2003 zum kampanischen Traditionsverein SSC Neapel. Auch in Neapel brachte er es zum Stammspieler. Aufgrund des Konkurses der Neapolitaner verließ er den Verein jedoch bereits nach einer Saison und unterschrieb beim Erstligisten AC Siena.
In Siena stieg er zum Stammspieler in der Innenverteidigung der Toskaner auf. In den fünf Jahren beim Verein kämpfte Portanova mit der Mannschaft stets gegen den Abstieg, schaffte dennoch Jahr für Jahr den Klassenerhalt in der Serie A. Im Sommer 2009 wurde sein Transfer zum Ligakonkurrenten FC Bologna bekanntgegeben, wo er sich erneut als Stammspieler etablieren konnte.
Sein Sohn Manolo ist ebenfalls Profifußballer.